# Список самых продаваемых хип-хоп-исполнителей всех времён
Список содержит 20 лучших по продажам хип-хоп-исполнителей всех времён, составленный по данным сертификатов продаж альбомов от Американской ассоциации звукозаписывающих компаний (RIAA) и иных сертификационных наград от других музыкальных компаний, расположенных в разных странах.
Система международной сертификации учитывает не количество проданных альбомов, а только тиражи. Поэтому этот список самых продаваемых хип-хоп-исполнителей всех времён может не соответствовать реальным продажам физических носителей артистов. Список также исключает альбомы, записанные в сотрудничестве, причём как сольными исполнителями, так и группами. Помимо этого, список не предусматривает онлайн-стриминги альбомов, просмотры на официальных каналах видеохостинга YouTube, музыкальные трансляции в потоковом воспроизведении, и продажи отдельных цифровых композиций. Учитываются лишь «чистые» отгруженные копии альбомов.

## 20 лучших по продажам хип-хоп-исполнителей всех времён
| №  | Название             | Годы активности        | Хип-хоп направления                                                 | Сертифицированные продажи в США | Сертифицированные мировые продажи |
| -- | -------------------- | ---------------------- | ------------------------------------------------------------------- | ------------------------------- | --------------------------------- |
| 1  | Eminem               | 1988 — настоящее время | Рэп / Рок / Хардкор рэп/ Хардкор хип-хоп / Лирика / Лиричиный Рэп   | 67 000 000                      | 217 000 000                       |
| 2  | 2Pac                 | 1987 — 1996            | Хип-хоп Западного побережья / Гангста-рэп / Джи-фанк                | 36 500 000                      | 100 000 000                       |
| 3  | Eazy-E               | 1986 — 1995            | Хип-хоп Западного побережья / Гангста-рэп / Джи-фанк                | 30 250 000                      | 60 000 000                        |
| 4  | Jay-Z                | 1995 — настоящее время | Хип-хоп Восточного побережья                                        | 29 179 000                      | 55 000 000                        |
| 5  | 50 Cent              | 1998 — настоящее время | Гангста-рэп / Хип-хоп Восточного побережья                          | 16 704 000                      | 40 000 000                        |
| 6  | Snoop Dogg           | 1992 — настоящее время | Хип-хоп Западного побережья / Гангста-рэп / Джи-фанк                | 23 500 000                      | 37 000 000                        |
| 7  | Канье Уэст           | 1996 — настоящее время | Альтернативный Хип-хоп                                              | 21 000 000                      | 32 000 000                        |
| 8  | DMX                  | 1991 — 2021            | Хардкор-рэп / Гангста-рэп                                           | 17 124 000                      | 30 000 000                        |
| 9  | The Notorious B.I.G. | 1992 — 1997            | Хип-хоп Восточного побережья / Джи-фанк / Хардкор-рэп / Гангста-рэп | 17 000 000                      | 30 000 000                        |
| 10 | Нас                  | 1991 — настоящее время | Хип-хоп Восточного побережья / Ньюскул                              | 14 300 000                      | 25 000 000                        |
| 11 | Лудакрис             | 1998 — настоящее время | Южный рэп / Трип-хоп                                                | 17 000 000                      | 24 000 000                        |
| 12 | Айс Кьюб             | 1984 — настоящее время | Олдскул / Хип-хоп Западного побережья / Джи-фанк / Гангста-рэп      | 10 000 000                      | 19 623 200                        |
| 13 | LL Cool J            | 1984 — настоящее время | Олдскул / Хип-хоп Восточного побережья                              | 14 000 000                      | 18 700 000                        |
| 14 | Dr. Dre              | 1984 — настоящее время | Олдскул / Хип-хоп Западного побережья / Гангста-рэп                 | 15 000 000                      | 15 000 000                        |
| 15 | Лил Уэйн             | 1996 — настоящее время | Рэп-рок / Хардкор-хип-хоп                                           | 13 536 000                      | 15 000 000                        |
| 16 | Уилл Смит            | 1997 — настоящее время | Южный рэп / Хардкор-рэп / Поп-рэп                                   | 11 000 000                      | 13 815 000                        |
| 17 | Дрейк                | 2001 — настоящее время | Поп-рэп / Южный рэп                                                 | 12 239 000                      | 13 411 516                        |
| 18 | The Game             | 2002 — настоящее время | Гангста-рэп / Хип-хоп Западного побережья                           | 9 920 000                       | 12 500 000                        |
| 19 | Пи Дидди             | 1990 — настоящее время | Хип-хоп Восточного побережья / Поп-рэп                              | 10 000 000                      | 12 000 000                        |
| 20 | Баста Раймс          | 1989 — настоящее время | Хардкор-рэп / Хорроркор / Дэнсхолл                                  | 10 000 000                      | 10 000 000                        |
| 21 | Тревис Скотт         | 2015-настоящее время   | Хип-хоп, Рэп                                                        | 500 000 000                     | 500 000 000                       |